# 加亞爾城堡圍城戰
加亞爾城堡圍城戰是法國國王腓力奧古斯都領導的收復金雀花王朝的大陸領土行動的一場重要戰鬥。腓力奧古斯都在1213年8月開始圍攻了保衛塞納河谷的加亞爾城堡。六個月後堡壘被成功攻陷，這使得法國國王能夠在三個月後完成對諾曼底公國的征服。